# Marczin Borbála
Marczin Borbála, Sabján Ferencné (Budapest, 1927. szeptember 24. – 2015. február 19.) Gulag-túlélő.

## Letartóztatása és elítélése
A rajz szakos tanárnak készülő lányt 1945. szeptember 24-én, a tizennyolcadik születésnapján vitték el a lakásából a szovjet katonák az Üllői úti parancsnokságra. A kihallgatását Kismartonban folytatták le. Később derült ki, hogy azért tartóztatták le barátnőjével, Rohr Magdolnával és Tiefenbeck Kornéllal együtt, mert mindannyian szerepeltek Herczeg István noteszában, aki 1945 nyarán disszidálni akart, de elfogtak. A szovjet kihallgatótiszt veréssel vette rá, hogy elismerje az összeesküvés, kémkedés vádját. 1946. január 30-án a 7. Szovjet Gárdahadsereg katonai törvényszéke tízévi, javító-nevelő munkatáborban letöltendő szabadságvesztésre ítélte a társaival együtt. Mivel az orosz nyelvű tárgyaláson tolmács nem volt, kézzel mutatták nekik a tíz évet.

## Megtévesztő információk az eltűnéséről
A Világ című újság 1946. január 23-i száma a szovjet letartóztatás helyett arról számolt be, hogy Marczin Borbálát és „egy szintén feltűnően csinos, 17 éves lányt”, Rorh Magdolnát, autós gengszterek vitték el. A kitalált leányrabló banda történetét a Magyar Dolgozók Pártja Központi Vezetősége főtitkárságától Marczin Mihálynak, Borbála apjának küldött V/13938/9706. számú levél is megerősítette, melyben Rákosi Titkársága azt állította, hogy „leánya ügyének alaposan utánanéztünk. Megállapítottuk, hogy nem detektív vitte el. Valószínűleg áldetektív lehetett.”

## A Gulagon
Az elítélteket marhavagonokban szállították a sarkkörön túlra, Norilszkba, ahol a Norillag kényszermunkatábor-rendszer tíz lágerében közel kétszázezer foglyot, köztük negyvenezer nőt őriztek. A nyári harmincöt fokos melegben és a téli átlagosan mínusz negyven fok hidegben kemény fizikai munkát végeztek napi tizenhat órán keresztül. Csákánnyal agyagot fejtettek, talicskával földet hordtak, cementet gyártottak dolomitból. A foglyok építették fel az északi sarkkör ipari központját, Norilszk városát: gyárakat, erőművet, lakótelepet, vasutat. A nyolc év és öt hónap alatt nem kaptak húst, csak gabonából készült ételeket és kicsi sózott halakat. Vályúban mosakodtak, priccsen aludtak.
1953 nyarán, Sztálin halála után néhány hónappal szabadult, de hónapokig kellett várakoznia Lembergben, végül decemberben, az utolsók között érkezett Magyarországra.

## Magyarországra visszatérve
Hazatérve nem tudott főiskolán továbbtanulni, raktárvezető lett. A Szovjetunió Legfelsőbb Bírósága 1978. december 27-én bűncselekmény hiányában hatálytalanította az 1946-os ítéletet, és rehabilitálta Marczin Borbálát.
1982-ben ment nyugdíjba háromezer-ötszáz forinttal.
Szalkai Zoltán Gyaloglás Gulágföldön című 2013-as dokumentumfilmjében mutatja be Marczin Borbála és sok más Gulag-rab fogságának körülményeit.